# Arrancar
Los arrancar (アランカル?) son personajes de ficción del manga y anime Bleach. Ellos son aquellos hollow que han conseguido quitarse parte de su máscara y obtener las habilidades de un shinigami (de ahí que se llamen «arrancar»). Al hacer esto, obtienen una zanpakutō, la cual mantiene sellada la verdadera forma del arrancar (al contrario de la zanpakutō de los shinigami, que sella la forma de la espada). Muchas de sus habilidades son, o mejoras de sus talentos como hollow o variaciones de las habilidades de un shinigami.

## Habilidades
Todas las técnicas arrancar excepto la absorción de almas son pronunciadas en español, puesto que el mangaka, hizo el uso de este idioma debido a que le resultaba «fascinante» y «manejable» al ser escrito y hablado.
- Resurrección (帰刃（レスレクシオン) "Filo que regresa"?): Es la capacidad de liberación de Zanpakutō de los Arrancar, al pronunciar un comando y realizar un movimiento con el arma (que varía según el Arrancar) la apariencia humana del Arrancar se transforma y adquiere sus verdaderos poderes Hollow, además de varios rasgos que recuerdan su antiguo aspecto de espíritu vacío. No todos los Arrancar poseen esta habilidad, sólo los que poseen apariencia humana completa pueden sellar sus habilidades en un arma. El hecho de liberar su espada cura además las heridas que tuvieran en su forma sellada. Recientemente en el manga, se ha revelado que el Cuarto Espada, Ulquiorra Cifer ha mostrado una segunda forma liberada la cual sólo él puede hacer. Esta habilidad se llama Resurrección Segunda Etapa (レスレクシオン・セグンダ・エターパ?). El Primera Espada Starrk ha demostrado ser el arrancar más poderoso de todo el ejército de Aizen ya que a pesar de que tiene una zanpakutō, sus poderes en su forma hollow son tan grandes que fueron divididos en dos entidades siendo en realidad su propia fracción Lilynette quien mantiene sus poderes sellados.

- Hierro (鋼皮（イエロ) "Piel de hierro"?): Los Arrancar modulan su poder espiritual para crear una armadura protectora en su piel permitiéndoles resistir cualquier ataque directo de sus adversarios que gracias a sus cualidades y la fuerza física del propio ser,  también puede ser utilizado como arma por los Arrancar ya que pueden usar sus manos como puñales para herir a sus adversarios en un ataque sorpresa de ser necesario. De entre los Espada, Nnoitra Gilga ha demostrado ser el más destacado en hacer uso de esta habilidad. No obstante aunque bien es una habilidad muy resistente no es invencible ya que si el oponente se adapta al poder espiritual del Arrancar o lo supera, puede atacarlo muy fácilmente.

- Pesquisa (探査回路（ペスキス) "Circuito de investigacion"?): Una técnica Arrancar que permite detectar la presión espiritual y sus fluctuaciones.

- Cero (虚閃（セロ) "Fogonazo de Hollow"?): Una gran ráfaga de energía, el lugar o posición de lanzamiento y el tono de la ráfaga varían dependiendo del arrancar. Los tipos de Cero vistos hasta el momento son los siguientes:
  - Gran Rey Cero (王虚の閃光（グラン・レイ・セロ)?): técnica exclusiva de los Espada cuya gran potencia distorsiona el espacio, Aizen ha prohibido su uso dentro de la cúpula de Las Noches. Sólo el Sexto Espada Grimmjow Jeaguerjaques ha utilizado esta técnica, para lo cual tuvo que sangrar.
  - Cero Doble (セロ・ドーブル?): técnica utilizada por la antigua Tercera Espada Nelliel Tu Odderswank, gracias a su facultad para absorber y tragarse ceros enemigos, la arrancar puede devolver la ráfaga enemiga tras añadirle la suya propia, aumentando la potencia del ataque.<
  - Cero Sincrético (セロ・シンクレティコ?): utilizada por la Fracción de Nelliel Tu Odderswank, Pesche Guatiche y Dondochakka Bilstin unen y armonizan sus ceros para lanzar una ráfaga circular combinada.
  - Cero Oscuras (セロ・オスキュラス?): variante del cero mucho más potente y de un tono tenebroso que adquiere cualquier espada en su estado liberado según el Cuarto Espada Ulquiorra Cifer.
  - Cero Metralleta (セロ・メトラジェッタ?): Tras liberar su poder (Los Lobos) unido a su Fracción, el Primer Espada Starrk puede lanzar numerosas ráfagas a través de su pistola Lilynette.

- Sonido (響転（ソニード) "Revolucion Resonante"?): El equivalente del shunpō de los shinigami, el Bringer Light de los Fullbringers y el hirenkyaku de los Quincy. Permite que el usuario se mueva a altas velocidades al aplicar una porción de su poder espiritual en sus pies. Zommari Le Roux, Séptimo Espada, usa un tipo de sonido llamado Gemelos Sonido (双児響転（ヘメロス・ソニード)?), que le permite crear hasta cinco copias de sí mismo y estas a su vez son capaces de hacer otras 5 copias de sí mismas.

- Bala (虚弾（バラ)?): Una técnica arrancar en la cual el usuario endurece su energía espiritual y la dispara aproximadamente 20 veces a la velocidad de una ráfaga de Cero, pero no es tan fuerte como esta última.

- Negación (反膜（ネガシオン) "Membrana de rechazo"?): campos de fuerza que son usados para rescatar a otros Hollows. Solo los Menos Grande clase Gilian se han mostrado capaces de usar esta técnica, pero se cree que los Arrancar también pueden hacerlo.

- Garganta (黒腔（ガルガンタ) "Cavidad negra"?): los Hollow y Arrancar se mueven entre Hueco Mundo y el mundo real mediante esta habilidad, que les permite abrir una puerta entre los dos mundos, también puede hacerse al Dangai o la Sociedad de Almas.

- Gonzui (魂吸 Absorbe-almas?): técnica por ahora empleada por el Décimo Espada Yammy para absorber las almas humanas. Sin embargo, aquellas que poseen cierto nivel de poder espiritual pueden resistirse a ser absorbidos por esta técnica.

## Tipos de Arrancar

### Espada
Los Espada (十刃（エスパーダ）?   cuyo kanji significa Diez Espadas), son los diez Arrancar más poderosos y a los que se les asigna un aspecto relacionado con la muerte. Tienen su posición tatuada en alguna parte en sus cuerpos. Los diez han sido presentados, con sus rangos, nombres respectivos y apellidos.

### Números
Números (ヌメロス?) Los Números son Arrancar especializados en combate, muy poderosos aunque inferiores a los Espada, a los cuales están subordinados. Algunos Espada tienen bajo su mando Fracciones (従属官（フラシオン)?) las cuales están formadas por Números. La más numerosa es la de Szayel Aporro Granz, con subordinados arrancanizados por Aizen y posteriormente modificados de tal forma que Szayel al devorarlos es capaz de recuperar la energía que haya podido perder en el transcurso de un combate.

### Privaron Espada
Privaron Espada (プリバロン・エスパーダ?) Estos Arrancar son antiguos Espada que perdieron su puesto al aparecer Espada más poderosos y que se les fue asignado un número de 3 dígitos como símbolo de su degradación. Tienen su propia área dentro de Las Noches, a la que se dio el nombre de Nido de los Tres Cifras.

### Caballeros Exequias
Exequias (エクセキアス?) Escuadrón ejecutor, está formado por un solo arrancar, que gracias a la habilidad de su zanpakutō es capaz de crear innumerables soldados a su servicio. Su rol consiste en reducir los grupos rebeldes de arrancar o intrusos que entran furtivamente en Las Noches. A diferencia de los arrancar, los Exequias llevan sus caras ocultas tras máscaras con forma de calavera a imagen del líder, pues la forma de su máscara es la de un cráneo de toro, su nombre es Rudobone. Están subordinados a los Espada, que son libres de ordenarles las misiones que deseen.

### Arrancar incompletos
Estos arrancar se han desprovisto de su máscara de manera natural y han logrado una Zanpakutō en algunos casos, no obstante su desarrollo no es completo y sus poderes son limitados. Históricamente se ha conocido su presencia pero debido a su escaso número y poder, la Sociedad de Almas no los consideró una amenaza real.